# Order 23 Sierpnia
Order 23 Sierpnia (rum. Ordinul „23 August”) – jedno z najwyższych odznaczeń państwowych Socjalistycznej Republiki Rumunii, nadawane za „wybitne zasługi obywatelskie”.

## Historia
Order 23 Sierpnia został ustanowiony Dekretem nr 398 z 3 czerwca 1959 roku jako odznaczenie za zasługi w powstaniu sierpniowym 1944 roku.
Później order zaczęto przyznawać także za inne zasługi na polu nauki lub polityki, za osiągnięcia w szkoleniu wojskowym, organizację i zarządzanie, za odwagę w walce, a także za zasługi dla klasy robotniczej. Odznaczeni mogli być zarówno wojskowi jak i cywile, obywatele Rumunii oraz cudzoziemcy.
Order przyznawano na mocy zarządzenia Rady Państwa.

## Stopnie
Order był podzielony na pięć stopni:
- I stopień – odznaka orderowa w formie złotej gwiazdy przypinanej na piersi ozdobionej diamentami (cyrkoniami sześciennymi), noszona po lewej stronie klatki piersiowej.
- II stopień – odznaka orderowa w formie złotej gwiazdy przypinanej na piersi, noszona po lewej stronie klatki piersiowej.
- III stopień – odznaka orderowa wykonana z pozłacanego brązu, zawieszana na pięciokątnej blaszce obiągniętej wstążką po lewej stronie klatki piersiowej.
- IV stopień – odznaka orderowa wykonana z brązu pokrytego srebrem, zawieszana na pięciokątnej blaszce obiągniętej wstążką po lewej stronie klatki piersiowej.
- V stopień – brązowa odznaka orderowa zawieszana na pięciokątnej blaszce obiągniętej wstążką po lewej stronie klatki piersiowej[1].

Odznaczonemu przysługiwała jednorazowa nagroda pieniężna:
- I stopień – 3000 lei + cztery dni dodatkowego płatnego urlopu;
- II stopień – 2500 lei + trzy dni dodatkowego płatnego urlopu;
- III stopień – 1500 lei + dwa dni dodatkowego płatnego urlopu;
- IV stopień – 1000 lei;
- V stopień – 500 lei[1].

## Opis
Order ma kształt gwiazdy dziesięcioramiennej (dwie gwiazdy pięcioramienne nałożone na siebie), której promienie utworzone są z wiązek pięciu prostokątnych promieni różnej wielkości, ułożonych w piramidę (na odznace orderu I stopnia promienie centralne są wysadzane diamentami). Pomiędzy promieniami znajdują się strzały w formie trzech spiczastych promieni dwuściennych. W centrum gwiazdy znajduje się okrągły medalion w kształcie wieńca z liści dębu. Na medalionie znajduje się wizerunek godła państwowego pokryty emalią (na odznakach orderu I i II stopnia medalion ma wewnętrzną obwódkę zdobioną diamentami).
Na rewersie orderu w środku widnieje napis: 23 / AUGUST („23 / SIERPNIA”).
Zestaw orderowy zawierał także miniaturkę i baretkę.